# Ramwod

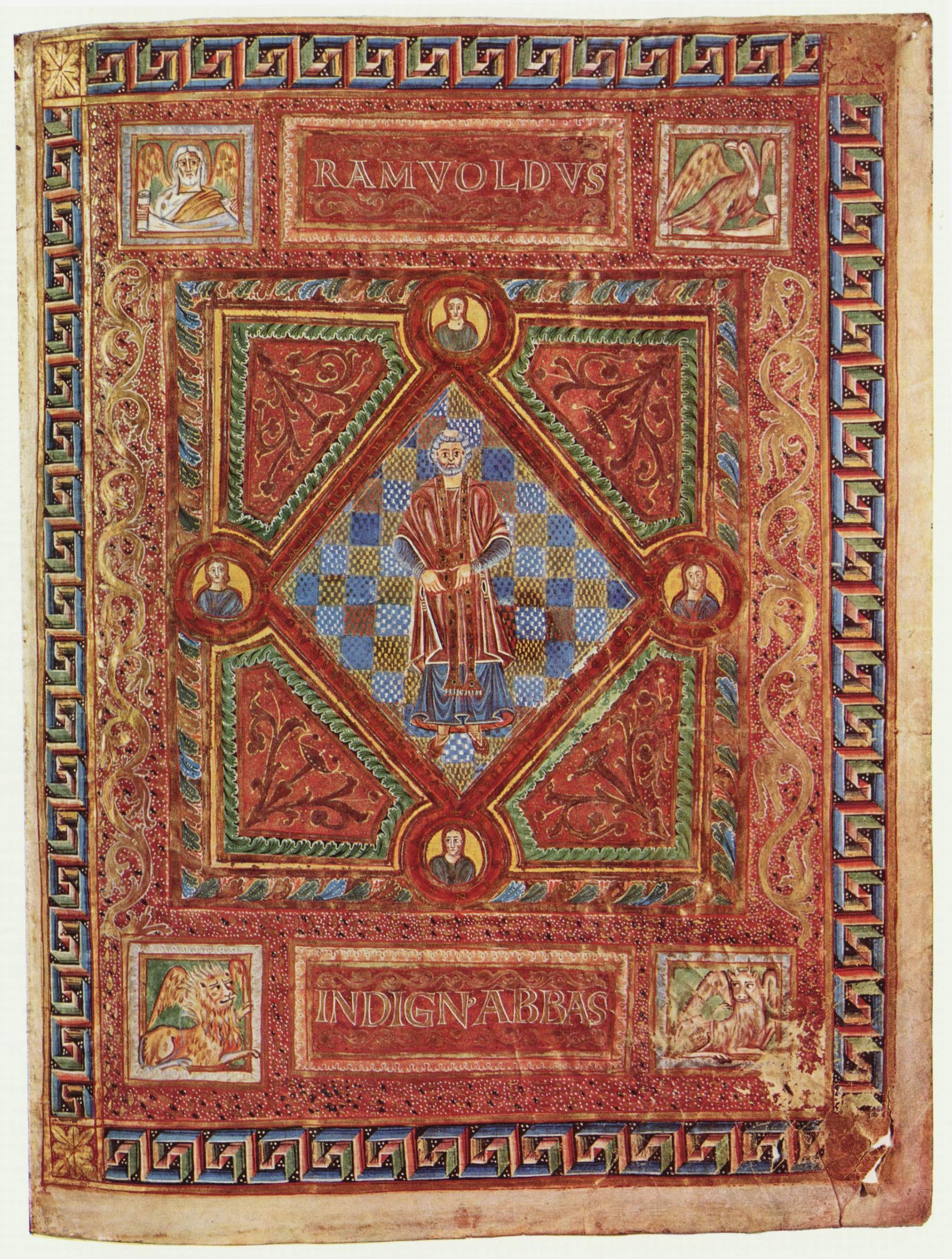
Bildnis im Codex aureus von St. Emmeram

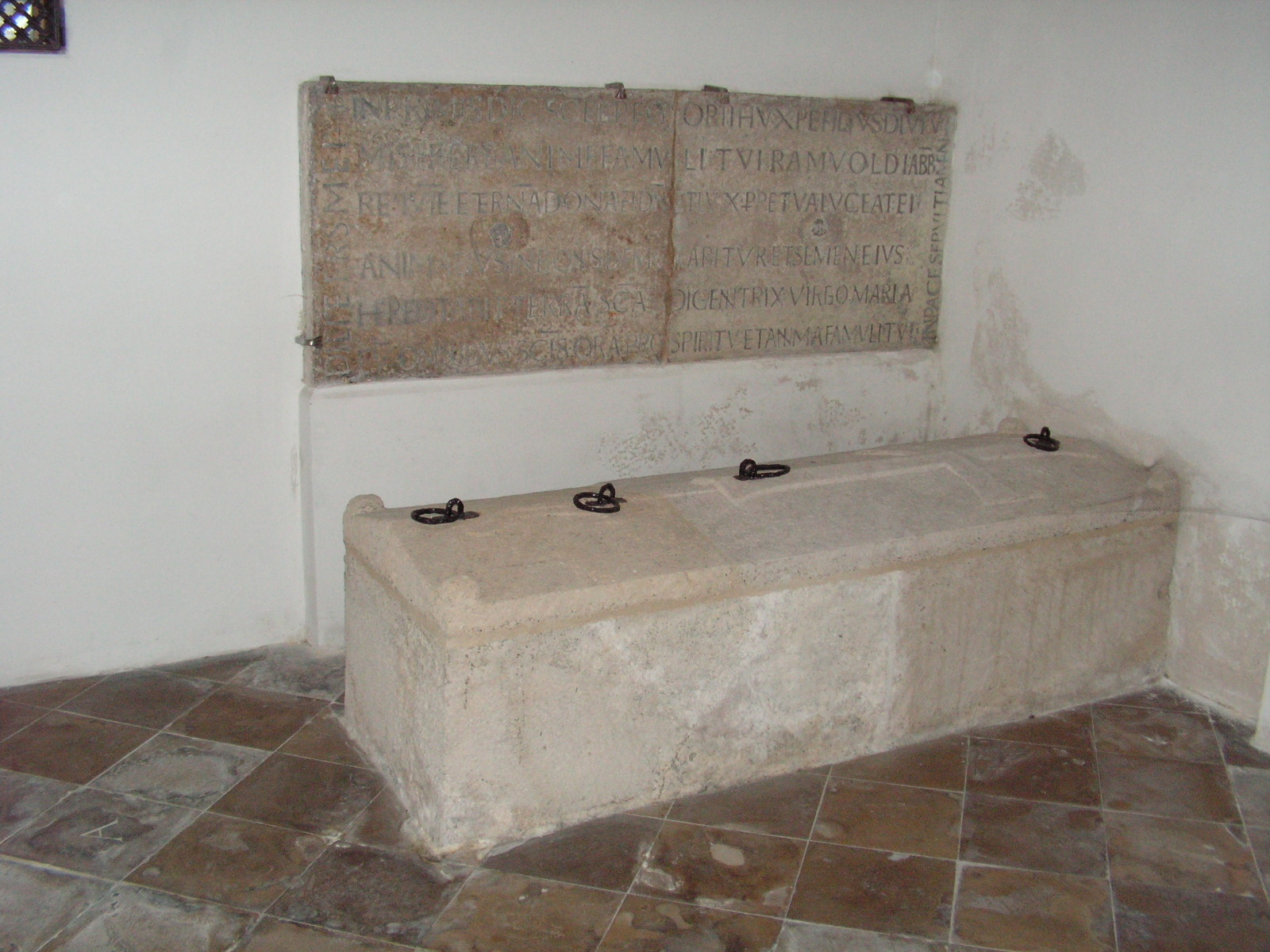
Grablege Ramwolds in St. Emmeram in Regensburg

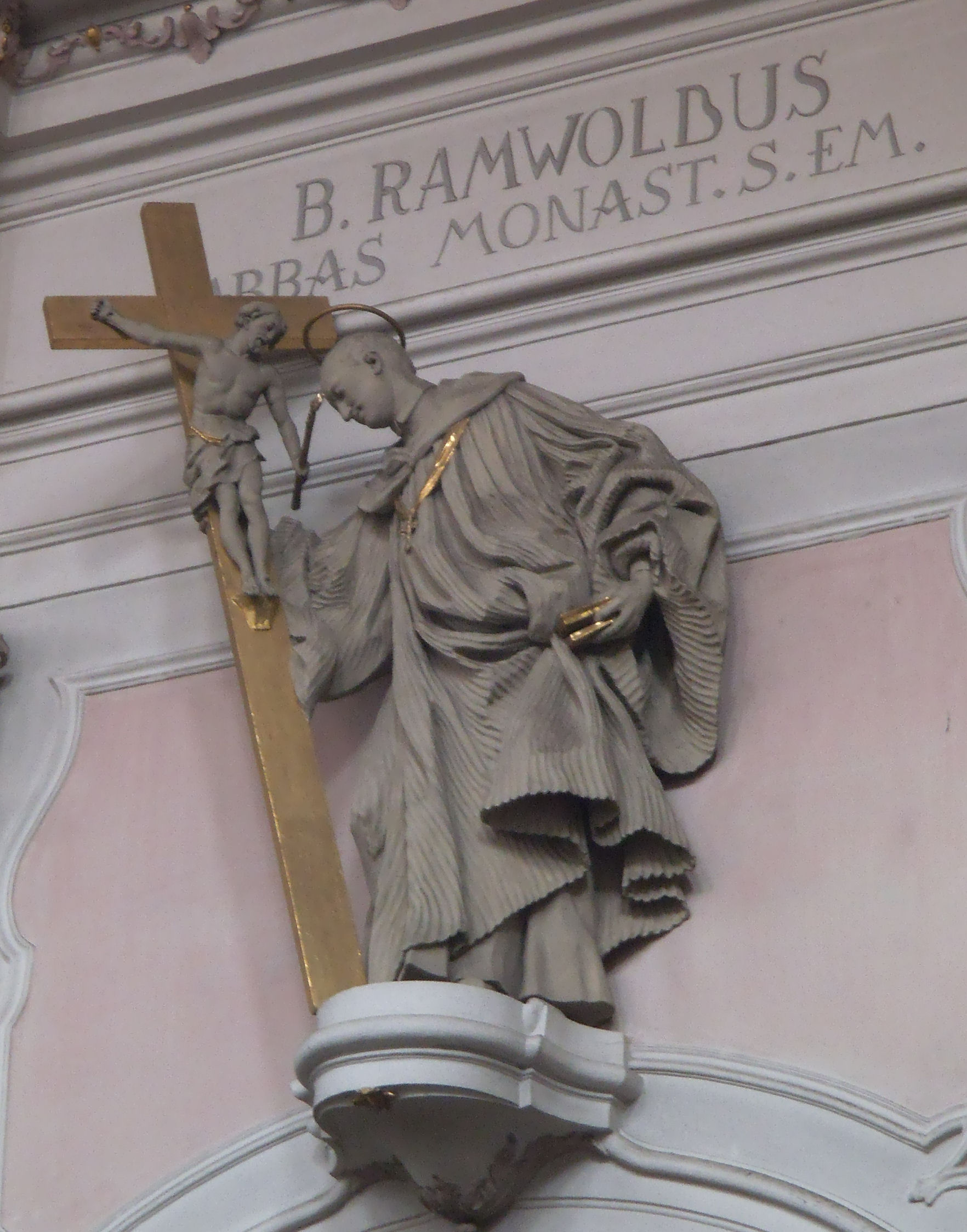
Statue Ramwolds in der Basilika St. Emmeram, Regensburg

Ramwod (auch Ramuold, Ramwold) (althochdt.: "der wie ein Rabe Waltende") (* um 900 in Trier (?); † 17. Mai (oder 17. Juni) 1000 in Regensburg) war ein Abt im Kloster Sankt Emmeram.
Zunächst war Ramwod Hofkaplan beim Erzbischof in Trier und wurde dort Benediktinermönch in der Reichsabtei St. Maximin zu Trier. 975 wurde Ramwod dann von Bischof Wolfgang nach Regensburg gerufen. Er wurde dort der erste „selbständige Abt“ des Klosters St. Emmeram, das heißt der erste Abt, der nicht zugleich Bischof von Regensburg war. Unter seiner Führung wurde St. Emmeram zum geistigen und religiösen Zentrum. Er erweiterte die Klosterkirche wesentlich und wurde in der von ihm erbauten Außenkrypta (Ramwoldkrypta), umgeben von dem von ihm dorthin gebrachten Reliquienschatz beigesetzt. Auch auf dem Gebiet der Buchmalerei erlebte St. Emmeram unter ihm eine Blütezeit.
Ramwod gilt als Patron gegen Augenleiden, da er zwei Jahre erblindet und plötzlich wieder gesund geworden sein soll. Ramwod wurde seliggesprochen. Nach ihm ist eine Straße im Regensburger Vorort Oberisling benannt. Sein Fest ist am 17. Juni.